# Búfals

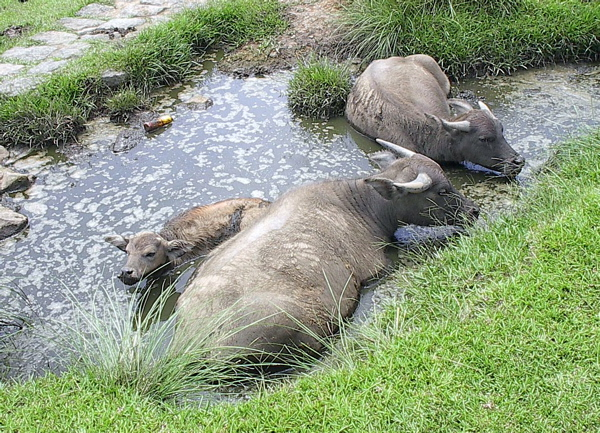
Búfals asiàtics

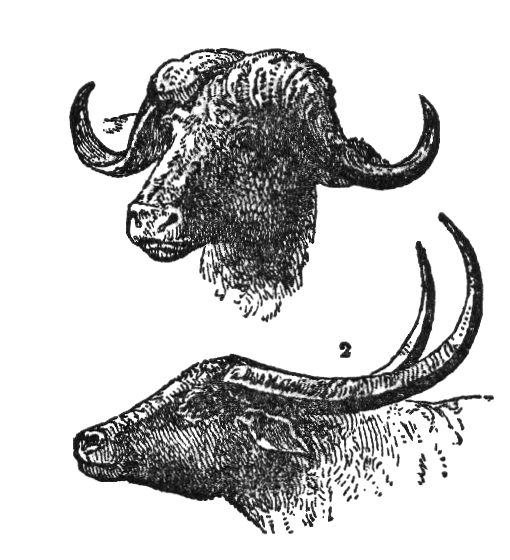
Diferències entre les banyes del búfal africà (a dalt) i el búfal asiàtic domèstic (a sota)

Els búfals són diverses espècies d'animals bòvids dins la família Bovinae i en la tribu Bovini (a la qual també pertanyen entre altres el bou i el iac)
El bisó americà (Bison bison) també s'anomena buffalo en anglès i búfalo en castellà però no pas búfal en català.
Els gèneres als quals pertanyen els búfals són:
- Syncerus amb una única espècie, el búfal africà (Syncerus caffer) que també s'anomena búfal cafre o búfal del Cap
- Bubalus
  - Subgènere Bubalus amb vuit espècies, entre elles el búfal asiàtic domèstic (Bubalus bubalis) que també s'anomena búfal asiàtic
- :Aquests tipus de búfals pesen entre 400 a 1.200 kg.
  - Subgènere Anoa hi ha dues espècies de búfals de mida més reduïda que la resta de búfals: El búfal nan de muntanya (Bubalus quarlesi) i el búfal nan de la terra baixa (Bubalus depressicornis) que pesen entre 150 a 300 kg.